# Compotier

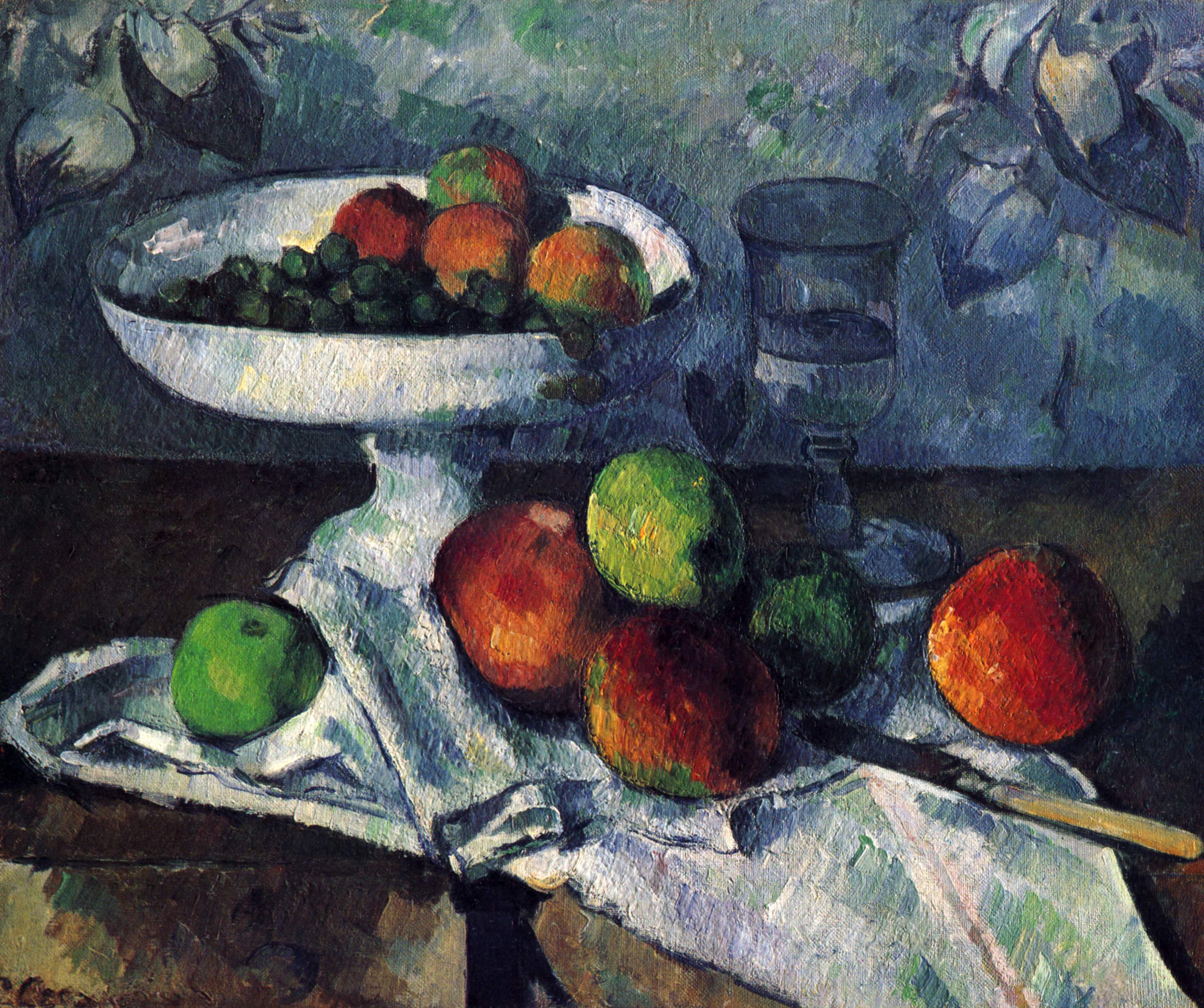
Un compotier figurant dans la nature morte de Paul Cézanne justement appelée Compotier, Verre et Pommes.

Un compotier est un plat creux ayant la forme d'une grande coupe à pied (ou parfois sans pied) conçue pour servir des compotes. On peut également y servir ou simplement y entreposer des fruits entiers alors qu'ils mûrissent. C'est d'ailleurs dans cette fonction que ce plat est souvent représenté dans la peinture, où il est un élément récurrent des natures mortes, en particulier chez Paul Cézanne puis les cubistes.

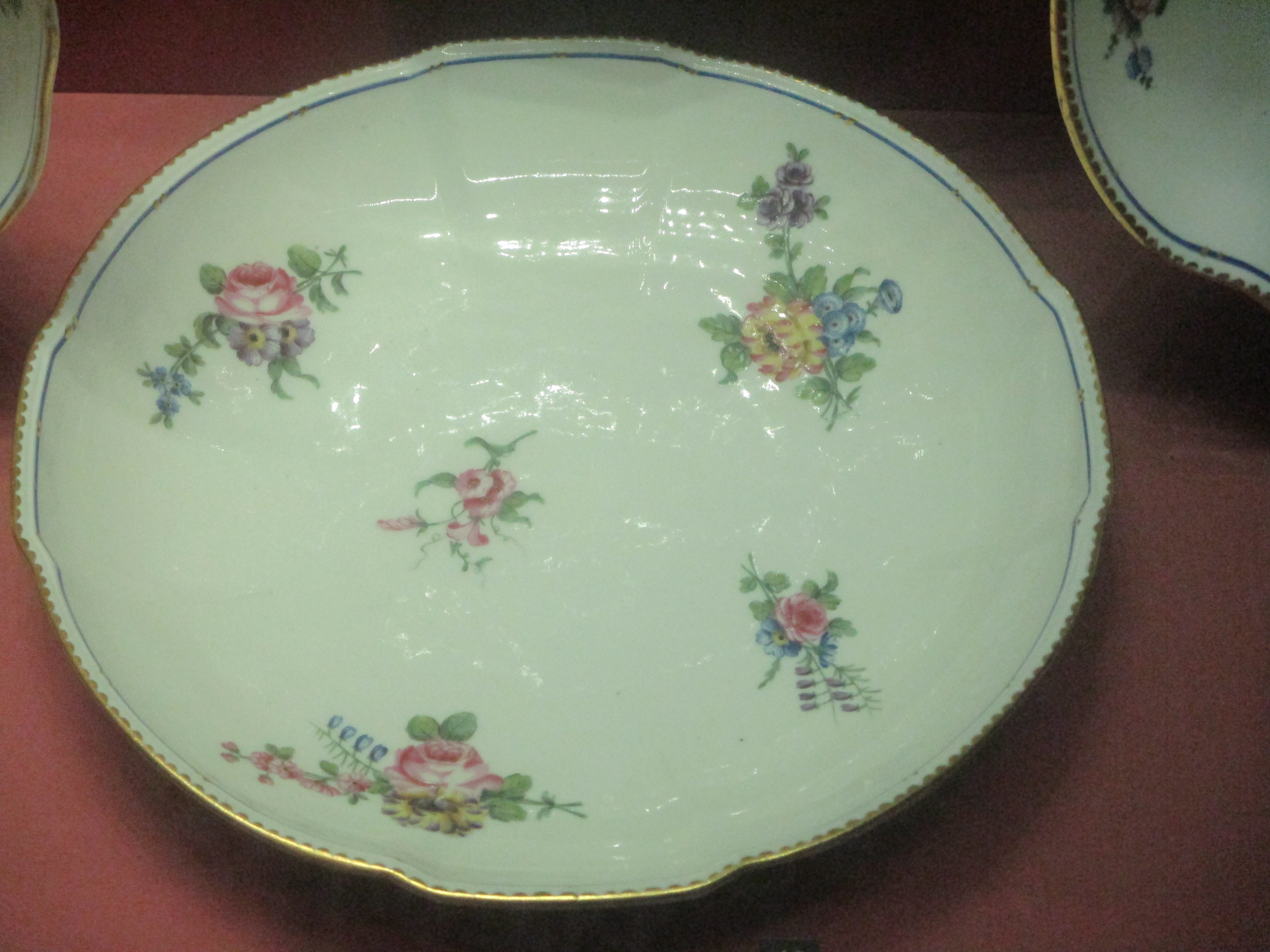
Compotier sans pied de la manufacture de Sèvres (1778), au musée du Louvre
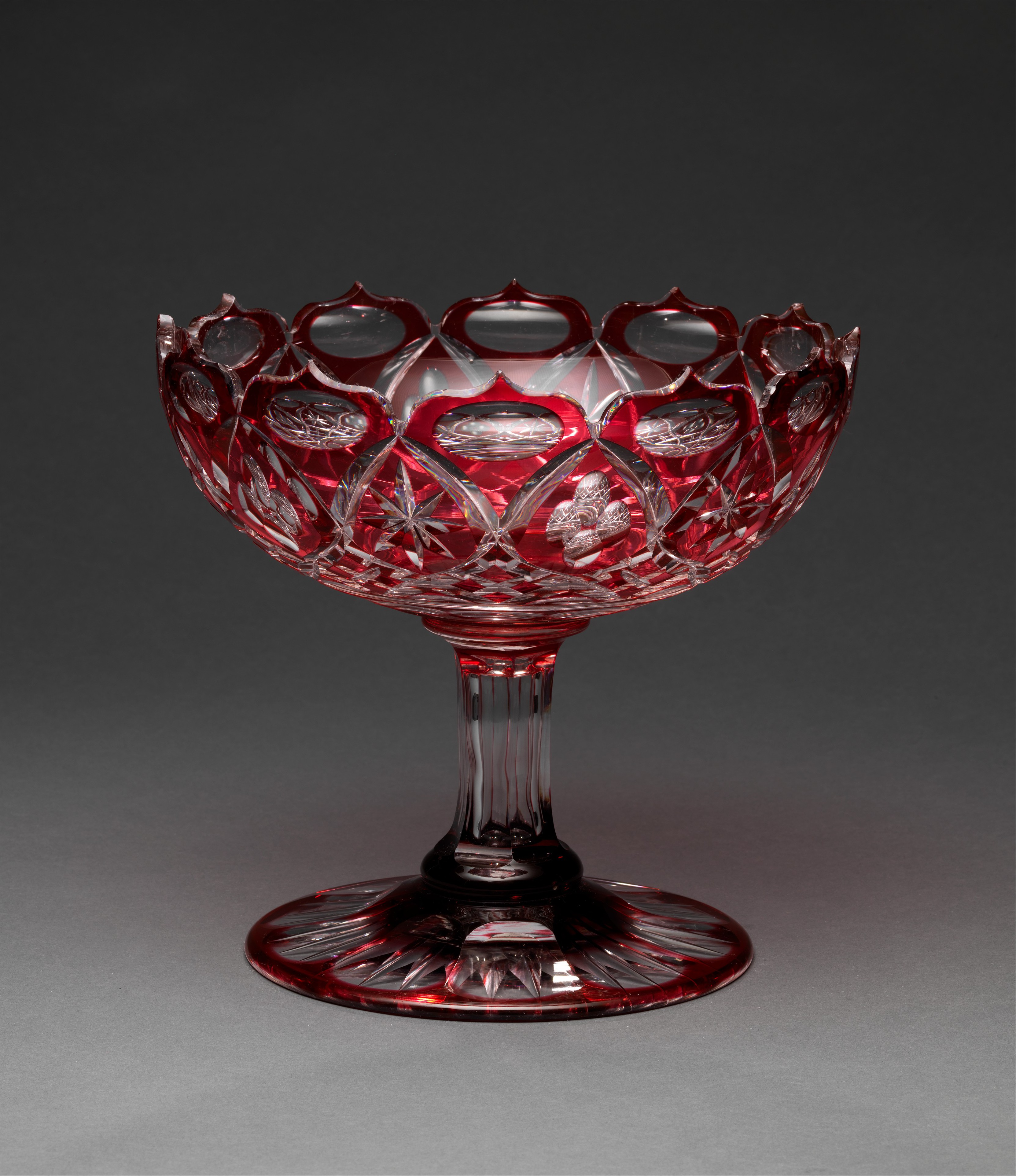
Compotier en verre du milieu du XIXe siècle au Metropolitan Museum of Art